# پاوئو واوژتسکی
پاوئو واوژتسکی (لهستانی: Paweł Wawrzecki؛ زادهٔ ۱۲ فوریهٔ ۱۹۵۰) بازیگر اهل لهستان است. وی دانش‌آموختهٔ آکادمی ملی هنرهای نمایشی الکساندر زلوروویچ در ورشو است.
از فیلم‌ها یا مجموعه‌های تلویزیونی که وی در آن‌ها نقش داشته‌است، می‌توان به کیلر، سرنوشت‌های لهستانی، خانواده کوالسکی در برابر خانواده کوالسکی، خویشاوندان سببی،شخص خیلی مهم، ورای تخت جراحی، هر کجا که باشی، پدر متیو، هتل ۵۲، مارپیچ و تدی خرسه اشاره نمود.